# 室町幕府
室町幕府（）は、室町時代における日本の武家政権。征夷大将軍となる足利尊氏が京都で創始した。
その称は3代将軍足利義満が移した、花の御所に由来する。足利幕府（）ともいう。
義満の時代に南北朝が合一（明徳の和約）され、全盛期を迎える。嘉吉の乱によって白昼堂々と6代将軍足利義教が殺害されると、足利将軍の権威は低下、管領細川氏、細川氏の家臣三好長慶に実権を奪われ、最後は織田信長によって事実上の滅亡に追い込まれた。

## 成立時期

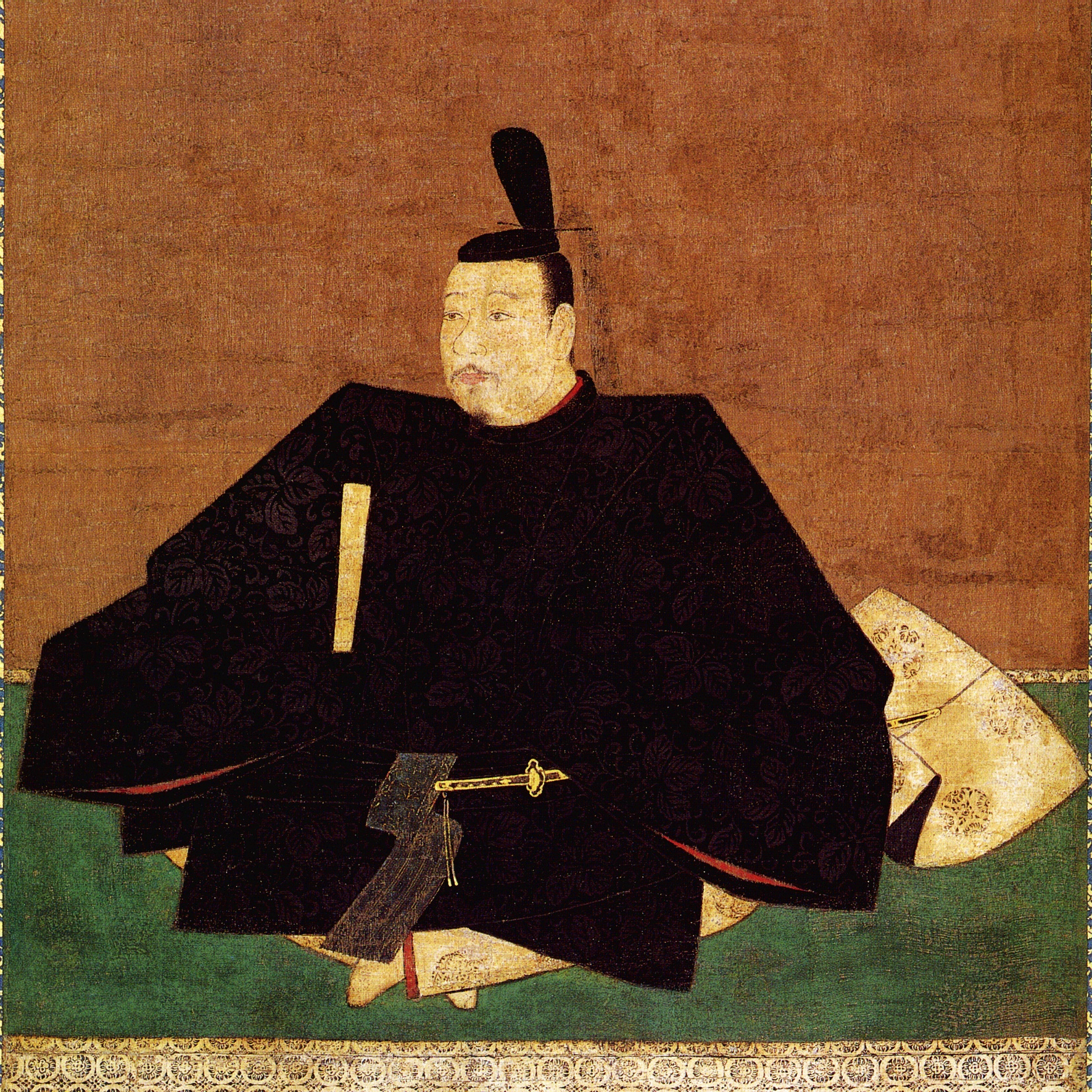
初代将軍足利尊氏

延元元年（1336年）5月、九州から東上した足利尊氏が湊川の戦いで楠木正成を破る。後醍醐天皇は比叡山に退去したが、正成とともに「三木一草」と称された後醍醐の武将ら（結城親光・名和長年・千種忠顕）もこの前後に相次いで戦死したため、苦境に立たされることとなった。
翌月、入京した尊氏は光厳上皇を治天の君に擁立し、8月には光厳の弟豊仁親王（光明天皇）が践祚する。和睦の成立によって10月に帰洛した後醍醐は幽閉され、11月2日に光明へ神器が譲与される。
同月7日、是円（中原章賢）・真恵兄弟らが起草した『建武式目』の制定によって新たな武家政権の施政方針が示されたが、室町幕府の実質的な成立はこの時期とされる。北朝から権大納言に任ぜられた尊氏は「鎌倉大納言」と称され、鎌倉将軍（鎌倉殿）を継承する存在と見なされた。
翌月21日、後醍醐が大和国吉野に脱出し、南北両朝の並立状態が始まる。
延元2年（北朝建武4年、1337年）8月、鎮守府将軍として東北にあった南朝方の北畠顕家が西上の途に就き、明くる延元3年（北朝建武5年、1338年）1月には青野原の戦いで幕府軍を撃破したものの、その後の連戦の末ついに5月に戦死し（石津の戦い）。また、事実上の南朝方総大将であった新田義貞も、閏7月の藤島の戦いで敗死した。
こうして、主将と奥羽に勢力を築いた有力武将の2人を失った南朝方の劣勢は覆いようもなく、北朝・幕府方優位の趨勢の下、建武5年（1338年）8月11日に尊氏は征夷大将軍に任ぜられた。

## 滅亡
滅亡は、元亀4年（1573年）7月に15代将軍・義昭が織田信長によって京都から追放された時点とするのが一般的である。また、信長以前には、天文22年（1553年）8月に13代将軍義輝が三好長慶に敗れ近江国朽木谷に逃れてから永禄元年（1558年）11月に和議を結び入京するまで、長慶が将軍を擁立しない独自の政権（三好政権）を京畿に打ち立てていた例もある。
もっとも、義昭はその後も将軍を解官されてはおらず、信長の勢力圏外においては依然将軍としての権威を保持していた。義昭追放後も彼を支援する毛利輝元ら毛利氏との交渉で、信長もその復帰を了承しており、幕府が存続（復活）する可能性もあったが、義昭の信長に対する人質要求により実現せず、結局義昭が政権に返り咲くことはなく、結果的に元亀4年の追放時点に遡及して（中央政権としての）幕府の滅亡が確定したともいえる。
藤田達生は、京都追放後の義昭による政権を「鞆幕府」として規定することを提唱した。これによれば、幕府の滅亡は1573年ではなく、より遅い時期となることとなるが、既に幕臣の多くが義昭の元を去っており、幕府の体をなしているとは言いがたく、「鞆幕府」説が研究者の支持を得ているものではないことに留意する必要がある。
天正16年（1588年）1月13日、義昭は関白・豊臣秀吉とともに参内して、その地位を朝廷に返上するまで征夷大将軍であったと『公卿補任』は記録する。義昭は将軍職辞任後、朝廷から准三宮の待遇を得、秀吉からも貴人として最後まで遇された。現任将軍の存在という面を重視すれば、この天正16年1月を幕府終期と見ることもできる。

## 政治

### 組織機構

組織

- 管領
- 評定衆
- 政所
- 問注所
- 侍所
- 小侍所
- 奉公衆
- 地方（じかた）
- 禅律方
- 神宮方
- 鎌倉府
- 守護職
- 地頭
- 奥州探題
- 羽州探題
- 中国探題
- 九州探題

### 中央

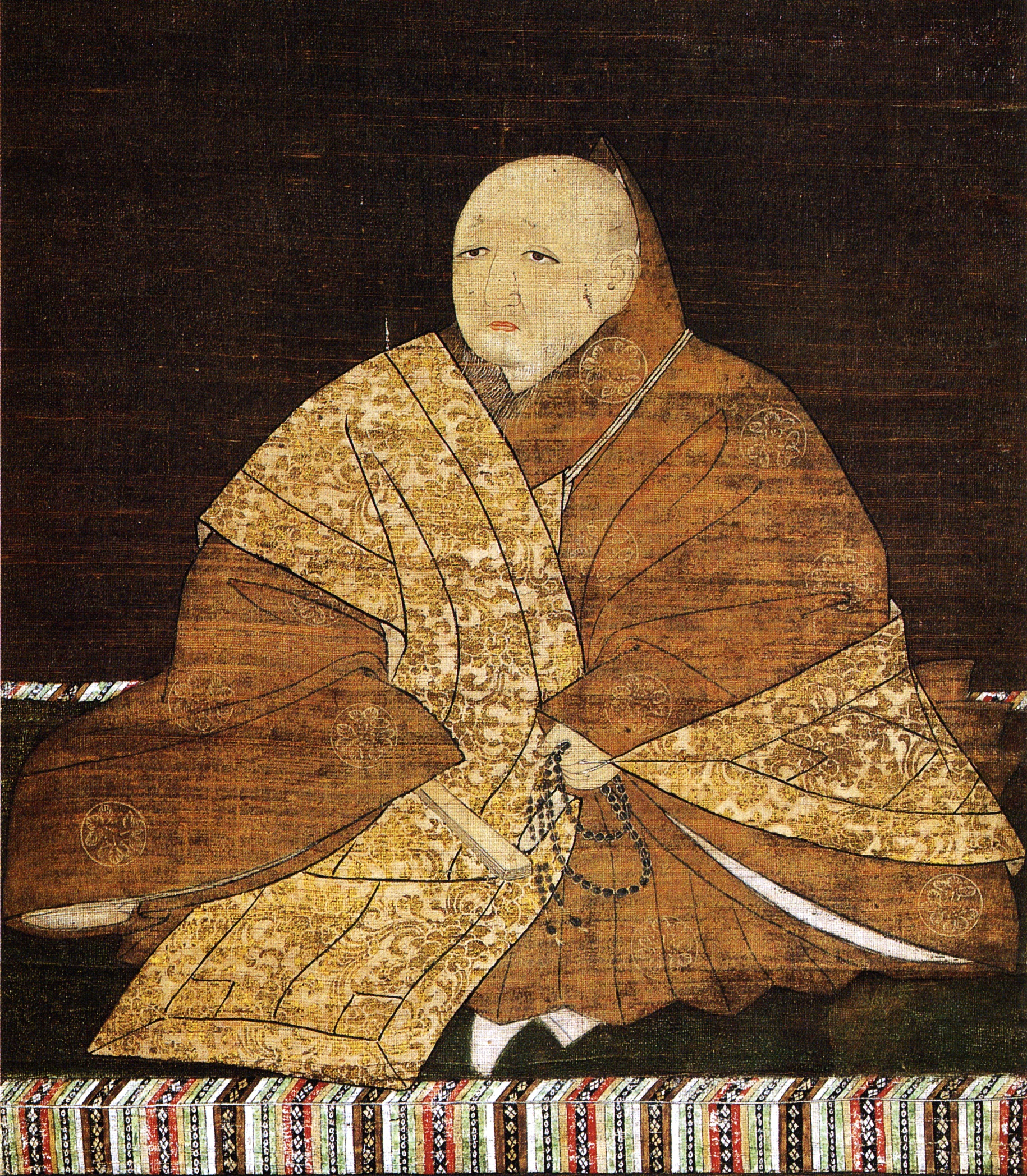
3代将軍足利義満

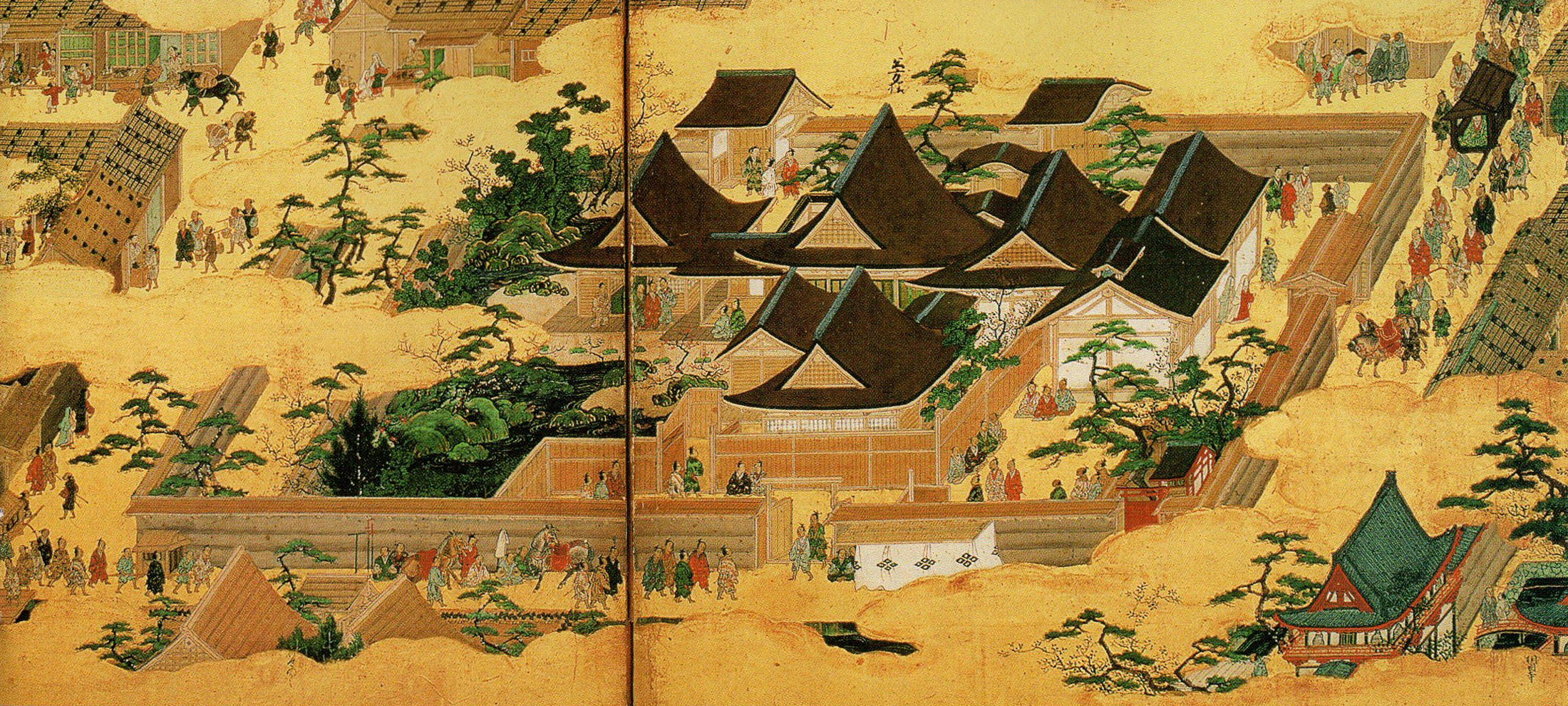
花の御所（室町殿）

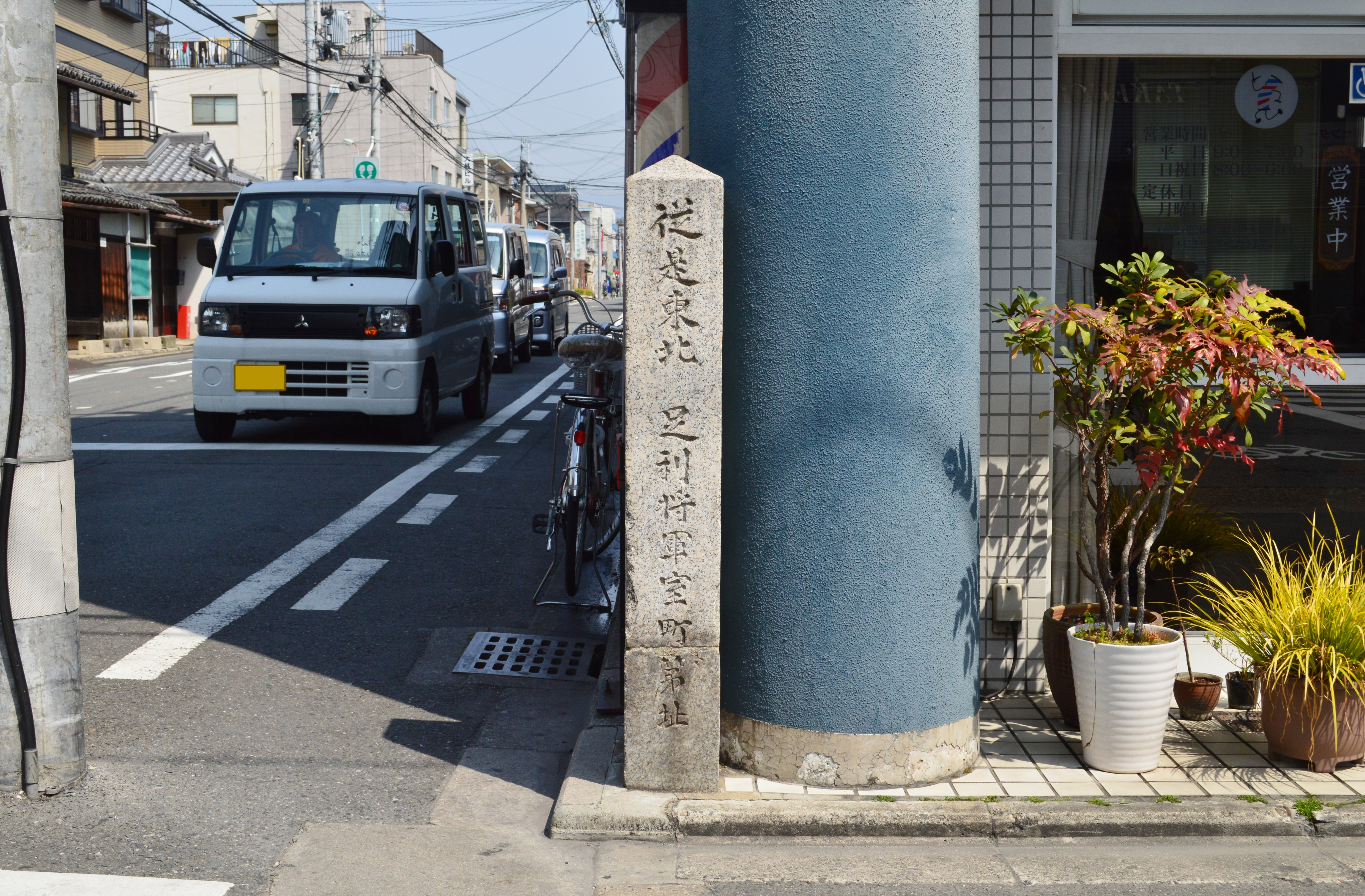
花の御所跡

室町幕府の職制はほぼ鎌倉幕府の機構を踏襲している。基本法として建武式目を制定（1336年）。具体的な法令としては鎌倉時代の御成敗式目（貞永式目）を適用し、必要に応じて「建武以来追加」と呼ばれる追加法を発布して補充している。
幕府開設当初、初代将軍尊氏は武家の棟梁として諸国の武士を統帥して執事高師直がこれを補佐し、政務・裁判は弟直義が総理する二頭体制が取られた。やがて直義と師直の間に確執が生じ、幕府内が尊氏・直義両派に分裂して観応の擾乱へと発展、南朝方や諸国の武士を巻き込んで内乱は長期化した。
尊氏の後を継いだ2代将軍義詮は幕府機構の再建に努め、病に倒れると、細川頼之を管領に任じて幼少の後継者・義満を後見させた。頼之後見期及び義満による親裁期を経て政治機構が整えられていった。
鎌倉時代の将軍は全国の御家人と個々に主従関係を結び、所領（地頭職）を安堵する立場にあり、守護は任国の軍事・刑事の長であり、国内の御家人の監督者に過ぎなかった。
これに対して室町幕府は、守護大名による合議制・連合政権であったと評される。長期の南北朝内乱の間に、守護はその権限を拡大し、任国内の領主層の武士（国人）を被官化するなどして、任国の管理者から領国支配者（大名）となっていく（ただし地域差があるので、詳細は「守護領国制」を参照）。これにより、御家人＝将軍直臣という鎌倉幕府の基礎構造は失われ、将軍の諸国武士・所領に対する支配は相当後退し、主に守護を通じて全国支配を行う体制となった。しかしながら室町将軍がこの現状をよしとした訳ではなく、鎌倉時代以来の足利氏の根本被官や一族、守護の分家など、守護大名の頭越しに各地の武士と主従関係を結ぶ場合もあった。特に足利義満は直属軍事力の整備に熱心であり、奉公衆を整えていき、以降の将軍にも継承された。
また、義満以降の室町幕府は「天下無為」の実現をもって全国統治の基本的な考え方としていた。「無為」とは何もしないことではなく、何もしない状態にもっていくことを指し、室町殿である将軍の上意をもって紛争当事者間の調停を図るものであった。上意は紛争解決の手段としては万能ではないものの、守護や国人にとっては無視しえないものであった。だが、嘉吉の乱後、幼少の将軍が続いた中で、管領である細川氏と畠山氏が上意を利用して自己に有利な政治的な状況を作りだそうとし、それに振り回された守護や国人は上意に従わなくなり、独自行動を取るようになる。やがて、彼らは仲間同士で連携して行動することで上意の相対化を図るようになり、特に守護たちは細川氏側と反細川氏側（最初は畠山氏、後に山名氏を盟主とする）に分かれて集団を形成して争い、応仁の乱の一因を作った。
その一方で、室町将軍以上の勢威を持った守護大名を幕府が危険視し、討伐した例もある。しかし、個々の守護大名はともかく、守護大名と室町将軍が全面的に対立することはなかった。守護大名は幕府から任命された守護職に支配の正当性の根拠があり、室町将軍の権威を否定することはできず、両者は相互に補完する体制であった（室町幕府―守護体制）。将軍の権威の失墜はすなわち守護大名の権威の失墜を意味し、応仁の乱後にそうなっていくのである。

### 室町殿御分国
中世後期、天皇から日本国の支配を委任されていた室町殿（征夷大将軍）の政治的権限の及ぶ実効統治範囲、管轄区域のことを室町殿御分国、あるいは室町殿分国、公方分国という。その範囲は九州探題管轄の11ヵ国、鎌倉府管轄の10ヵ国を除いた畿内・近国、山陽道、山陰道、南海道、東海道、北陸道の国々からなる。御分国内の守護家（二十一屋形）の多くは在京し、国政の重要議題は将軍から守護達に諮問され、将軍と共に国政に関わっていた。
文明年間、大和興福寺・別当の尋尊は「大乗院寺社雑事記」に、「就中、天下の事、さらにもって目出度き子細これなし。近国においては、近江・美濃・尾張・遠江・三河・飛騨・能登・加賀・越前・大和・河内、これらはことごとく皆御下知に応ぜず。年貢など一向に進上せざる国共なり。その外は紀州・摂州・越中・和泉、これらは国中乱るゝの間、年貢などの事是非に及ばざる者なり。さて公方御下知の国々は播磨・備前・美作・備中・備後・伊勢・伊賀・淡路・四国などなり、一切御下知に応ぜず。守護の躰たらく、則躰においては御下知畏み入る由申し入れ、遵行などこれをなすといえども、守護代以下在国の者、中々承引能はざる事共なり。よりて日本国は、ことごとく御下知に応ぜざるなり」と記しており、室町殿御分国と日本国の範囲は同一であるとの認識を示している。

### 地方
室町幕府は辺境分治・遠国融和を基本的な政治方針としていた。15世紀前半に幕府は「遠国事ヲハ少々事雖不如上意候、ヨキ程ニテ被閣」という認識を獲得し、日本国の東側の国境は鎌倉府との境界にある駿河に存在すると理解するようになった。こうして地方は幕府による日本国統治の埒外に置かれることになった。

#### 奥羽
東北地方には当初奥州管領が設置されたが、斯波家兼ら4人の管領が並立し争うなど混迷を極め、半世紀を経て奥州探題が設置された。さらに、奥羽2国（陸奥国・出羽国）が鎌倉府の管轄下に組み込まれると廃止されて一時期は稲村公方と篠川公方が設置されている。
幕府は鎌倉府に対抗するため、斯波家兼の孫大崎詮持を奥州探題に補任し、以降大崎氏により世襲される。しかし、蘆名氏・伊達氏などが京都扶持衆として戦国大名化していくにつれて、大崎氏も在地領主化していくことになる。
また、家兼の死後に羽州探題が分裂し次子最上兼頼以降最上氏により世襲される。

#### 関東
観応の擾乱が起こると、足利尊氏は鎌倉に東国10カ国を統括する機関として鎌倉府を設置した。長官は鎌倉公方で尊氏の子足利基氏の子孫が世襲し、関東管領が補佐した。室町時代を通じて鎌倉公方は幕府と対立し、関東管領を務める上杉氏とも対立していった。
これに対抗するため、幕府は東国や陸奥の有力国人を京都扶持衆として直臣化した。このため、足利義教の代に永享の乱を起こした第4代鎌倉公方足利持氏を攻め滅ぼして一時直接統治を図るが失敗に終わり、持氏の子足利成氏を新しい鎌倉公方とした。だが成氏も享徳の乱を起こして、古河御所に逃れて古河公方を名乗り、さらに上杉氏は山内上杉家と扇谷上杉家に分裂したため、応仁の乱が始まる前に関東地方は騒乱状態となる。
幕府も手をこまねいていたわけではなく、8代将軍足利義政の庶兄足利政知を関東に派遣する（堀越公方）。だが、堀越公方も政知の死後に今川氏の重臣伊勢盛時（北条早雲）によって倒されて、失敗に終わった。古河公方も小弓公方との分裂を経て、盛時の子孫である後北条氏によって傀儡化させられていくのである。

#### 九州
九州には本拠を博多（福岡県福岡市）に置く九州探題が設置される。初めは懐良親王ら南朝勢力の討伐に任じられた今川貞世（了俊）が就くが、了俊が九州で独自の勢力を築くと幕府に警戒され、了俊が解任された後は渋川氏の世襲となる。

### 財政
室町幕府の財政は幕府直轄の御料所からの収入が主であったが、南北朝の戦乱の際に敵対する南朝側より狙われて奪取されたり、自軍への恩賞にされてしまうケースも多く、次第に土地からの収入が減少して鎌倉幕府や江戸幕府に比べて小規模であったと考えられている。このため、武家役として臨時の段銭や棟別銭などが徴収された。
商人に対しては特権や保護の代償に営業税などを取り、各港からの津料、関所のからの関銭（通行税）も徴収された。尚、足利義満の時代に京都の土倉や酒屋に対して恒常的に役銭を取る権利を認められると、段銭や棟別銭等と共に納銭方と呼ばれる幕府御用の土倉によって徴収された。後に納銭方は幕府の委託を受けて税収の保管・出納の事務等も任される様になり、こうした土倉を公方御倉と呼んだ。更に義満が日明貿易を始めると貿易そのものや抽分銭による収益も幕府収入となる。貿易の回数が限られていた為に臨時収入的な物に留まったが、1回の貿易で他の税収の数年分の収益を挙げる事もあったとされている。
また、明徳の乱・応永の乱・嘉吉の乱などによって没収された守護大名の所領の一部は幕府御料所に組み入れられたり、将軍側近や奉公衆に所領として宛がって将軍直属軍の基盤とした。他の臨時収入的な物として礼銭や分一銭等が挙げられる。更に15世紀後半以後には京都のある山城国内の御料所化にも着手している。

## 室町幕府の守護大名等

### 室町殿御分国
『南方紀伝』等によると、三職七頭の家格が定められたとされる。管領職には斯波氏、畠山氏、細川氏の三氏が就いて「三職（三管領）」と称し、山名氏、一色氏、土岐氏、赤松氏、京極氏、上杉氏、伊勢氏の七氏が「七頭」と称され、特に七氏のうちの山名氏、一色氏、赤松氏、京極氏の四氏と土岐氏を含めた計五氏が京都奉行職（侍所所司）に就いて「四職」と称された。七頭の残り二氏のうち伊勢氏は奏者（申次）、上杉は関東執事（関東管領）にそれぞれ任じられた。その他、武田氏、小笠原氏の両氏を礼式奉行に、吉良氏、渋川氏、今川氏の諸氏は武頭（侍大将）とされ、将軍直轄の軍事力として奉公衆が編成された。
- 三管領（三職家）：管領職に任じられる大名家であり、格別に高い格式を誇った。
  - 斯波氏（武衛家）：越前・尾張・遠江の守護職を世襲。三職の中でも筆頭に位置し、将軍連枝と同等の格式にあった。
  - 畠山氏（金吾家）：紀伊・河内・越中の守護職を世襲。室町中期には大きな勢力を誇ったが、同家の家督争いが応仁の乱の最大の要因となった。
  - 細川氏（京兆家）：摂津・丹波・讃岐・土佐の守護職を世襲。室町後期には管領職をほぼ独占し、幕府は『細川政権』の体をなした。

- 御相伴衆：三職に次ぐ有力大名家で、宿老として宿老会議に出席して、将軍の諮問に答え幕政に参加できた家。
  - 一色氏：丹後・伊勢・三河の守護職を世襲。侍所所司に任じられる家柄。
  - 畠山氏（匠作家）：能登の守護職を世襲。
  - 細川氏（讃州家）：阿波の守護職を世襲。
  - 山名氏：但馬・備後・安芸の守護職を世襲。侍所所司に任じられる家柄。
  - 赤松氏：播磨・備前・美作の守護職を世襲。侍所所司に任じられる家柄。嘉吉の乱を引き起こして一時滅亡するものの、後に再興を許される。
  - 京極氏：出雲・隠岐・飛騨の守護職を世襲。侍所所司に任じられる家柄。
  - 大内氏：周防・長門・豊前・筑前の守護職を世襲。

- 国持衆：三職、御相伴衆に属する大名の庶家や、畿内近国の有力大名家が列した。
  - 斯波氏（大野家）：加賀・越前大野郡の守護職を世襲。
  - 土岐氏：美濃の守護職を世襲。侍所所司に任じられる家柄。
  - 六角氏：近江の守護職を世襲。
  - 細川氏（上和泉家）：和泉の守護職を世襲。
  - 細川氏（下和泉家）：和泉の守護職を世襲。
  - 山名氏（伯耆家）：伯耆の守護職を世襲。
  - 山名氏（石見家）：石見の守護職を世襲。
  - 武田氏（豆州家）：若狭・安芸の守護職を世襲。甲斐武田家の別流。
  - 冨樫氏：加賀の守護職を世襲。
  - 今川氏：駿河の守護職を世襲。鎌倉府の担当地域に隣接している事からその監視の役目を負った。
  - 上杉氏（越後守護家）：今川氏と同様の役目を負った。
  - 小笠原氏（信濃守護家）：今川氏、越後守護上杉氏と同様の役目を負った。
  - 河野氏：伊予の守護職を世襲。

- 准国持衆：国持に准ずる家。
  - 細川氏（奥州家）：近世大名に成長した肥後細川氏の前身（血統的には上和泉家）。
  - 京極氏（加州家）：嘉吉の乱で命を落とした京極高数の流れか。

時代によって変遷はあるものの、これら三職家から准国持衆までの20数家が室町幕府における「大名」と呼称された家々で、俗に「室町二十一屋形」と呼ばれた（『京極家譜』）。
この「大名」と呼称された家々の他に、以下のような家格があった。
- 外様衆：国持衆の一門の家。評定衆。鎌倉幕府以来の武門の名家。元守護。
  - 斯波氏（末野家）：斯波氏経の系統か。
  - 斯波氏（五条家）
  - 細川氏（天竺家）
  - 細川氏（宍草家）
  - 畠山氏（西谷内家）
  - 畠山氏（駿河守家）
  - 山名氏（摂津守家）
  - 山名氏（有路家）
  - 一色氏（宮内少輔家）
  - 一色氏（五郎家）
  - 赤松氏（七条家）：赤松範資の系統。
  - 赤松氏（有馬家）：赤松義祐の系統。近世大名に成長した久留米有馬氏の前身。
  - 京極氏（鞍智家）
  - 京極氏（宮内少輔家）：庶流が戦国大名尼子氏へと成長。
  - 仁木氏（丹波家）
  - 仁木氏（伊勢家）
  - 今川氏（蒲原家）
  - 今川氏：元九州探題今川貞世の系統。
  - 土岐氏（曽我屋家）
  - 土岐氏（佐良木家）
  - 上杉氏（二橋上杉氏）
  - 上杉氏（四条上杉氏）
  - 高島氏（越中守家）
  - 高島氏（永田家）
  - 大島氏：元三河守護
  - 宮氏：元備中守護
  - 岩松氏：元飛騨、伊予、備後守護
  - 武田氏（甲斐守護家）：戦国期
  - 摂津氏：評定衆の家柄。
  - 波多野氏
  - 二階堂氏
  - 太田氏
  - 町野氏
  - 土肥氏（箕浦家）
  - 工藤氏（長野家）
  - 工藤氏（小早川家）

- 御供衆：外様衆に次ぐ家格で、一部に国持衆並の格式を持つ家もあった。
  - 細川氏（淡路家）：淡路の守護職を世襲。国持衆並。奉公衆の一番番頭。
  - 細川氏（備中家）：備中の守護職を世襲。国持衆並。
  - 細川氏（典厩家）：摂津中島郡の守護職を世襲。国持衆並。
  - 山名氏（因幡家）：因幡の守護職を世襲。国持衆並。
  - 伊勢氏（勢州家）：政所執事職を世襲。
  - 桃井氏：奉公衆の二番番頭。
  - 畠山氏（播州家）：奉公衆の三番番頭。
  - 上野氏：奉公衆の三番番頭。
  - 畠山氏（中務少輔家）：奉公衆の四番番頭。
  - 大舘氏：奉公衆の五番番頭。
  - 細川氏（野州家）：伊予宇摩郡の守護職を世襲。
  - 一色氏（式部少輔家）：一色持範の系統。

- 御部屋衆：御供衆に次ぐ家格。一部に御供衆と重複する家がある。
  - 吉見氏
  - 三淵氏
  - 高島氏（朽木家）

- 申次衆：御部屋衆に次ぐ家格。一部に御供衆、御部屋衆と重複する家がある。
  - 伊勢氏（備中家）：北条早雲を出した家と考えられる。
  - 畠山氏
  - 大舘氏
  - 上野氏
  - 荒川氏

- 節朔衆：申次衆に次ぐ家格で、式日において将軍の目通りを許された家。
  - 小笠原氏（備州家）：信濃小笠原氏の別流。将軍家の弓馬師範役であった事から、本来の家格以上の格式を誇った。
  - 一色氏（阿州家）
  - 中条氏
  - 千秋氏
  - 結城氏
  - 楢葉氏

- 走衆：将軍直参。徒歩で将軍の警護をした。
- 小番衆：その他の奉公衆。
  - 加古氏
  - 竹林氏
  - 里見氏
  - 大井田氏
  - 羽川氏
  - 牛沢氏
  - 横瀬氏
  - 熊谷氏（塩津家）
  - 大原氏（備中守家）
  - 大原氏（白井家）
  - 小早川氏

その他、「御一家」と称された吉良氏（西条家）・吉良氏（東条家）・渋川氏（満頼系）・石橋氏・石塔氏は別格として、三職並みの格式を与えられた。また鎌倉公方が支配する関東・奥羽では「関東管領」「関東八屋形」など独自の家格が整えられていき、その一方で京都の幕府と直接主従を結ぶ「京都扶持衆」なども存在した。

### 九州
- 九州探題
  - 渋川氏 : 足利氏一門の名族で足利将軍家・斯波氏に次ぐ家柄の良い一族。肥前の守護職も兼ねた。
- 九州三人
  - 少弐氏 : 鎌倉時代以来の九州一の名家。
  - 大友氏 : 豊後・筑後の守護職を世襲。
  - 島津氏 : 薩摩の守護職を世襲（今川探題下では守護でなかった時期がある）。
- それ以外
  - 菊池氏 : 南朝・後南朝の主勢力であったが室町時代中期に足利将軍家に帰参し肥後の守護職となった。

### 奥州
- 奥州探題
  - 大崎氏 : 斯波氏の分家で陸奥の探題職を世襲。
- 羽州探題
  - 最上氏 : 大崎氏の分家で出羽の探題職を世襲。

### 関東
- 関東管領
  - 上杉氏：山内上杉氏と扇谷上杉氏があった。

## 歴代将軍
名前と就任年（年号は義満まで北朝のもの）。
- 初代 足利尊氏 暦応元年（1338年）
- 2代 足利義詮 延文3年（1359年）
- 3代 足利義満 応安元年（1369年）
- 4代 足利義持 応永元年（1395年）
- 5代 足利義量 応永30年（1423年）
- 6代 足利義教 正長2年（1429年）
- 7代 足利義勝 嘉吉2年（1442年）
- 8代 足利義政 文安6年（1449年）
- 9代 足利義尚 文明5年（1474年）
- 10代 足利義材 延徳2年（1490年）
- 11代 足利義澄 明応3年（1495年）
- - 足利義尹（義稙）（義材が改名し、2度目の就任） 永正5年（1508年）
- 12代 足利義晴 大永元年（1522年）
- 13代 足利義輝 天文15年（1547年）
- 14代 足利義栄 永禄11年（1568年）
- 15代 足利義昭 永禄11年（1568年）

（10代 足利義材は足利義稙と同一人物なので、通常は義稙を代数に含まない。代数に含む場合、義稙が12代、義晴が13代、義輝が14代、義栄が15代、義昭が16代となり、全16代15人となる）